# تاوگویتس
تاوگویتس (به آلمانی: Taugwitz) یک منطقهٔ مسکونی در آلمان است که در لانیتس-هاسل-تال واقع شده‌است. تاوگویتس ۹۱۴ نفر جمعیت دارد.